# Realismul socialist în Polonia

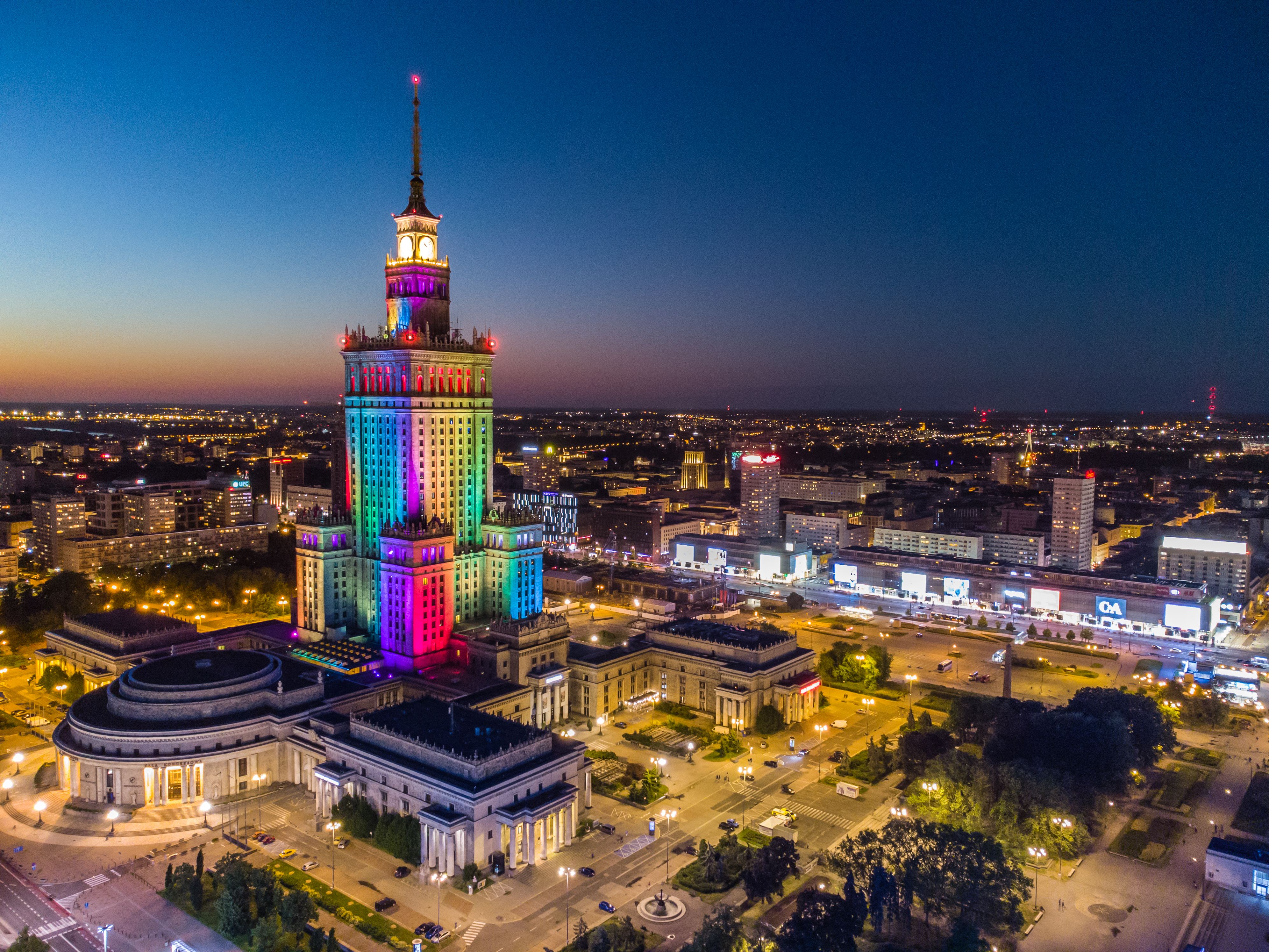
Palatul Culturii şi Ştiinţei, Varşovia, construit în perioada 1952-1955

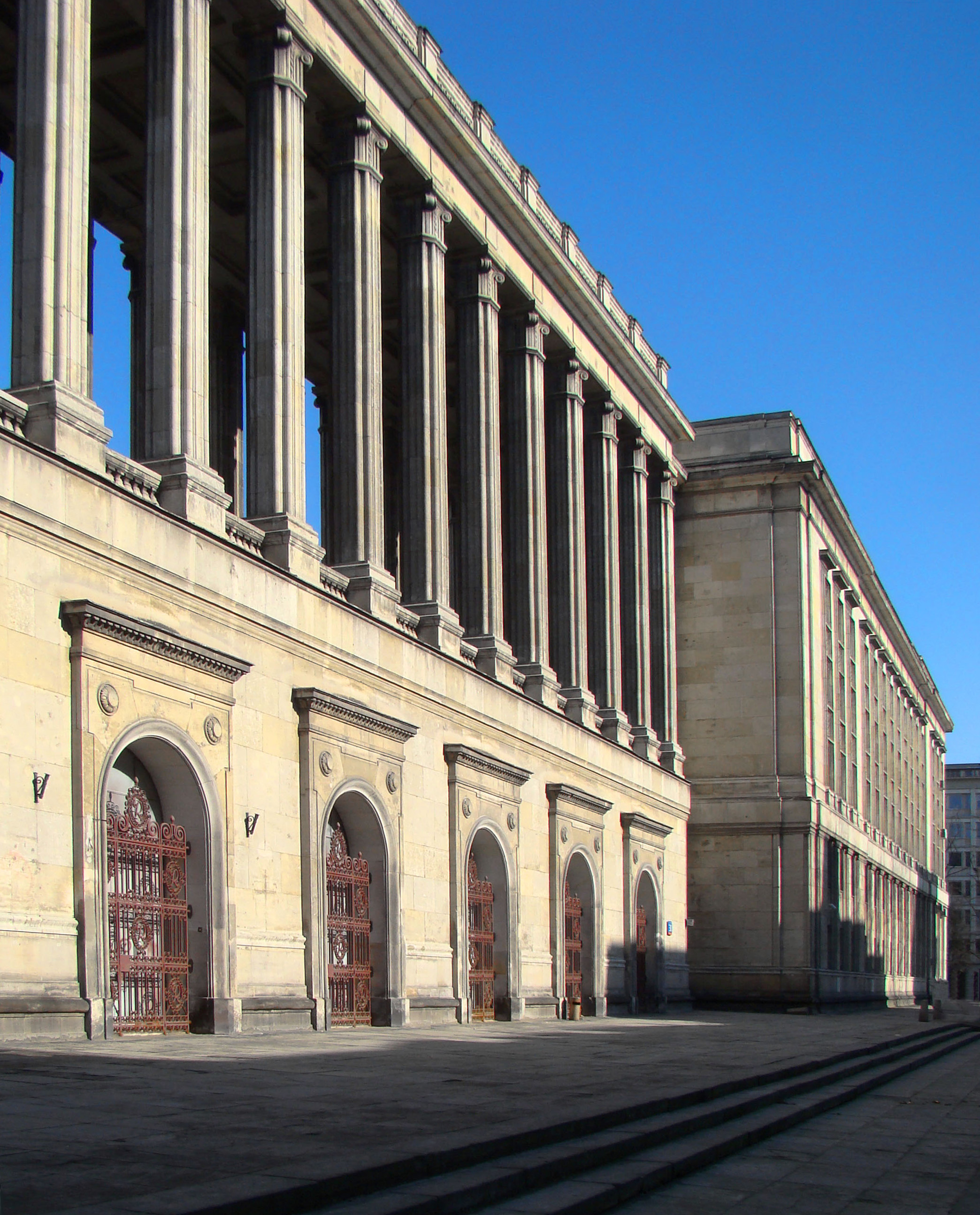
Ministerul Agriculturii, Varşovia

Realismul socialist în Polonia (în poloneză socrealizm) a fost o doctrină oficială folosită de guvernul pro-sovietic în procesul forțat de stalinizare a Republicii Populare Polone în perioada de după cel de-al Doilea Război Mondial. Politica a fost introdusă în 1949 prin decretul al Ministerului Partidului Unit al Muncitorilor ( mai târziu Ministerul Culturii și Artei). Ca în toate țările din Blocul Răsăritean, realismul socialist a devenit instrumentul principal al controlului politic în construirea totalitarismului în Polonia.   
Cu toate acestea, tendința nu a devenit cu adevărat dominantă. După moartea lui Stalin, pe 5 martie 1953, și ca urmare a destalinizării ulterioare a țărilor din blocul comunist, artiștii polonezi, scriitorii și arhitecții au început s-o abandoneze în jurul anului 1955. Procesul de destalinizare a atins punctul culminant în perioada Octombrie polonez.
Politica a fost aplicată în Polonia între anii 1949-1956 în mijlocul unui val de abuzuri grave cu privire la drepturile omului comise de către forțele de securitate ale statului. Aceasta a implicat toate domeniile culturii, incluzând artele vizuale și literatura, deși realizările sale cele mai spectaculoase au avut loc în domeniul arhitecturii. Obiectivele acestui nou trend au fost explicate într-o rezoluție din 1949 a Consiliului Național al Arhitecților Partidului. Arhitectura a fost declarată o armă-cheie în crearea unei noi ordini sociale. Intenția era de a ajuta la răspândirea ideologiei comuniste prin influențarea conștiinței cetățenilor, precum și a perspectivei lor asupra vieții.
În această întreprindere masivă, un rol crucial a căzut asupra proiectanților, percepuți nu doar ca arhitecți care creează străzi și edificii, ci mai degrabă ca "ingineri ai sufletului uman". Ideea s-a extins dincolo de estetică și în principiile proiectării  urbane, prin care să se  exprime idealurile grandioase și să trezească sentimente de stabilitate și de puterea politică.

## Caracteristici locale
Deoarece stilul renascentist era cel mai apreciat în arhitectura poloneză veche, acesta a devenit formatul național-socialist al Poloniei. Cu toate acestea, în cursul încorporării acestor principii în noua ideologie, au fost, de asemenea,  introduse schimbări majore. Una dintre acestea a fost de a reflecta mai îndeaproape arhitectura sovietică. Viziunea stalinistă atotcuprinzătoare propagată de  Uniunea Sovietică a fost cel mai bine exemplificată de Palatul Culturii și Științei (Pałac Kultury i Nauki imienia Jozefa Stalina), construit în Varșovia între 1952 și 1955.  Proiectul său s-a bazat pe zgârie-nori asemănători construiți în URSS la acea vreme. Cei 3.500 de constructori au fost aduși direct din Uniunea Sovietică, cu propriile lor proiecte, și cazați într-un orășel suburban.
Formatul monumental conceput de guvernul comunist a atins apogeul cu construirea unui întreg oraș nou lângă Cracovia, împreună cu un combinat siderurgic care a devenit curând cel mai mare din Polonia.

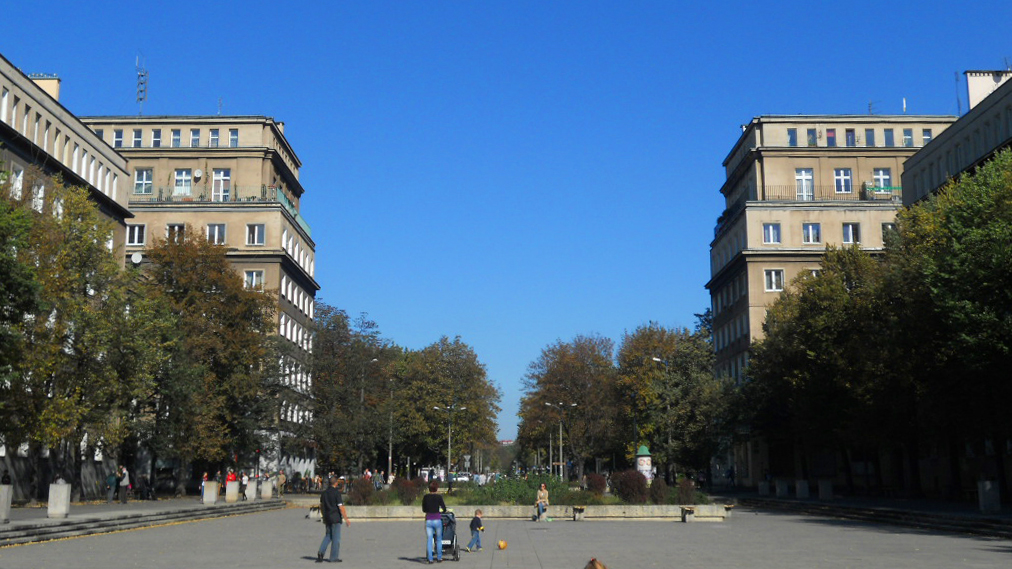
Aspect stradal Nowa Huta, Cracovia

Nowa Huta a fost planificat la nivel central ca un nou centru important al industriei grele, față de o rezistență considerabilă din partea clasei de mijloc din Cracovia. Piața sa principala (Plac Centralny) a fost înconjurată de blocuri imense cu apartamente locuite de o nouă clasă de muncitori industriali angajați la Combinatul  Siderurgic Lenin. În special, centrul realismului socialist de la Nowa Huta este considerat în prezent un monument de arhitectură.
```
Alte exemple proeminente de design urban includ Complexul de locuințe Marszałkowska (MDM) din Varșovia, Complexul de locuințe Kościuszkowska(KDM) din Wrocław, gara principală din Gdynia Główna, blocul de locuințe în Kowary, și Palatul Cultural din bazinul Dąbrowa Górnicza.
```

## Pictura și sculptura

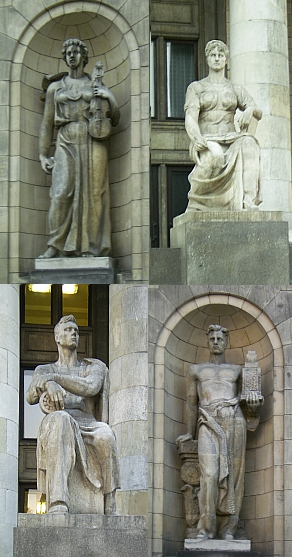
Alegorie socialist-realistă: sculpturi care înconjoară Palatul Culturii şi Ştiinţei din Varşovia

Realismului socialist în arta poloneză s-a limitat la portrete ale liderilor de partid și diverse reprezentări de muncitori musculoși și de scene de luptă, cu o atenție specială pentru gustul popular. 
Oficial s-a inspirat din neoclasicism, precum și din arta populară autohtonă, socrealismul a servit  din punct de vedere politic propagandei pro-sovietice, dar, cu toate acestea, artiștii săi cei mai notabili, cum ar fi Wojciech Weiss și Włodzimierz Zakrzewski au fost educați înaintea stalinismului și în mod inconștient au aderat la tehnicile tradiționale și tehnologiile din Vest. 
Una dintre picturile socrealiste cele mai ostentative a fost: "Cărămida" (Podaj cegłę), de Aleksander Kobzdej, și "Mulțumesc, tractoristule" (Podziękowanie traktorzyście) ilustrat aici, precum și "Tovarășul Bierut  printre muncitori" (Towarzysz Bierut wśród Robotnikow) de Elena și Juliusz Krajewski.
În sculptură, a existat o tendință spre alegorii sculptate în piatră preaslăvind muncitorul obișnuit, utilizate în principal în scopuri arhitecturale, cum ar fi cele care înconjoară Palatul Culturii și Științei din Varșovia, inclusiv cea mai mare parte a busturilor din ipsos ale oficialilor comuniști din aparatul de partid apparatcik. Colecția de sculpturi socrealist poloneze este expusă la Palatul Kozłówka, aproape de Lubartów.

## Filmul și muzica
Doctrina realismului socialist în cinematografia sovietică  își avea originea în jurul Revoluției bolșevice (Eisenstein, Dovzhenko, Pudovkin),a atins apogeul în anii 1930, dar nu a avut timp suficient să se dezvolte în Polonia postbelică. Ca urmare, cultul partidului comunist a rămas străin de industria locală de film. Printre cele mai creative filmele poloneze care aderau vag la principiile realismului socialist au fost Celuloza de Jerzy Kawalerowicz, Pokolenie de Andrzej Wajda și Piątka Z ulicy Barskiej de Aleksander Ford. Stereotipurile ideologice au dat naștere unor producții inferioare, cum ar fi Uczta Baltazara de Jerzy Zarzycki și Jerzy Passendorfer.

În muzică, tendința s-a limitat la coloane sonoră de film, și muzică pop bazată pe tradiția populară locală. Idealurile comuniste au fost preaslăvite în versuri. Printre compozitorii importanți au fost Jan Maklakiewicz: "Śląsk pracuje i śpiewa" (Silezia muncește și cântă), Alfred Gradstein: "Na Prawo mai, na mai lewo" (Un pod pe dreapta, și un pod pe stânga), și Andrzej Panufnik: "Symfonia Pokoju" (Simfonia păcii). 
Cântece populare promovate pe scară largă au inclus "O Nowej la Hucie piosenka" (Acest cântec este despre Nowa Huta), aici cu video. Piesa este încă bine fixată în memoria celor mai mulți polonezi din generația mai vârstnică.
După moartea lui Stalin, și mai ales din 1953 tot mai frecvent s-au auzit opinii critice. 
În cele din urmă, ca parte a dezghețului politic promovat de Gomulka în Octombrie Polonez, în 1956 s-a renunțat oficial la întreaga doctrină.